# Komornik
Komornik é um filme de drama polonês de 2005 dirigido e escrito por Feliks Falk. Foi selecionado como representante da Polônia à edição do Oscar 2006, organizada pela Academia de Artes e Ciências Cinematográficas.

## Elenco
- Andrzej Chyra - Lucjan Bohme
- Małgorzata Kożuchowska - Anna Zenke
- Kinga Preis - Gosia Bednarek
- Grzegorz Wojdon - Jasiek Marczak
- Jan Frycz - Chudy
- Sławomir Orzechowski - Wiśniak
- Marian Dziędziel - Horst
- Marian Opania - Robert Chełst